# (410777) 2009 FD
2009 أف دي (ويعرف أيضًا باسم (410777) 2009 أف دي وفق تسمية الكوكب الصغير) (بالإنجليزية: 2009 FD)‏ هو كويكب ضمن حزام الكويكبات؛ وترتيبه 410777 من حيث الاكتشاف.
اكتُشف هذا الجُرم الفلكي بواسطة سبيس واتش في 24 فبراير 2009.

## وصلات خارجية
- (410777) 2009 FD في قاعدة بيانات مختبر الدفع النفاث لأجرام النظام الشمسي الصغيرة

- الاكتشاف · مخطط المدار ·  العناصر المدارية · المعلمات المادية

- (410777) 2009 FD على موقع ويكي سكاي: DSS2, SDSS, GALEX, IRAS, Hydrogen α, X-Ray, Astrophoto, Sky Map, Articles and images